# Ян Антоній Горайн
Ян Антоній Горайн (*Jan Antoni Horain, 1686  —1777) — державний діяч та урядник Речі Посполитої.

## життєпис
Походив зі шляхетського роду Горайнів. Син Флоріана Казимира Горайона і Анни Елеонори Ординець. Народився у 1686 році. Замолоду підтримував партію Станислава лещинського, боровся проти короля Августа II. Але згодом замирився з королем.
У 1720 році призначається гродським писарем Вільно. 1729 році був одним з тих, хто зірвав засідання Варшавського сейму. 1731 році стає підчашником віленським, а 1748 року — підкоморієм віленським. Водночас виконував обов'язки підвоєводи віленського. 1733 року отримує староства могільницьке та яловське
У 1764 році призначається каштеляном Берестя. Того ж року був представником віленського воєводства на Сеймі, де його обрано до Податкової коміїсії Великого князівства Литовського. 1765 року нагороджено орденом Святого Станіслава.
1768 року призначається воєводою берестейським. Обіймав посаду до самої смерті, що сталося у 1777 році. 1768 року увійшов до Барської конфедерації, яку залишив 1772 року.

## Родина
1. Дружина — Іоганна Елеонора Путткамер, баронеса
Діти:
- Михайло Пйотр (1729—1768), підкоморій віленський

2. Дружина — Моніка, донька Юзефа Зелинського
Діти:
- Тадеуш
- Ян Непомук